# بومادران عطسه‌آور
 بومادران عطسه‌آور(نام علمی: Achillea ptarmica) نام یک گونه از سرده بومادران است.